# Kawata Kohei
Kohei Kawata (河田 晃兵 (Hà Điền Hoảng Binh) Kawata Kōhei, sinh ngày 13 tháng 10 năm 1987) là một cầu thủ bóng đá người Nhật Bản thi đấu cho Ventforet Kofu.

## Thống kê câu lạc bộ
Cập nhật đến ngày 23 tháng 2 năm 2017.
| Thành tích câu lạc bộ | Thành tích câu lạc bộ | Thành tích câu lạc bộ | Giải vô địch | Giải vô địch | Cúp                   | Cúp                   | Cúp Liên đoàn | Cúp Liên đoàn | Tổng cộng | Tổng cộng |
| Mùa giải              | Câu lạc bộ            | Giải vô địch          | Số trận      | Bàn thắng    | Số trận               | Bàn thắng             | Số trận       | Bàn thắng     | Số trận   | Bàn thắng |
| Nhật Bản              | Nhật Bản              | Nhật Bản              | Giải vô địch | Giải vô địch | Cúp Hoàng đế Nhật Bản | Cúp Hoàng đế Nhật Bản | J. League Cup | J. League Cup | Tổng cộng | Tổng cộng |
| --------------------- | --------------------- | --------------------- | ------------ | ------------ | --------------------- | --------------------- | ------------- | ------------- | --------- | --------- |
| 2010                  | Gamba Osaka           | J1 League             | 0            | 0            | 0                     | 0                     | 0             | 0             | 0         | 0         |
| 2011                  | Gamba Osaka           | J1 League             | 0            | 0            | 0                     | 0                     | 0             | 0             | 0         | 0         |
| 2012                  | Avispa Fukuoka        | J2 League             | 10           | 0            | 2                     | 0                     | -             | -             | 12        | 0         |
| 2013                  | Ventforet Kofu        | J1 League             | 17           | 0            | 4                     | 0                     | 0             | 0             | 21        | 0         |
| 2014                  | Gamba Osaka           | J1 League             | 0            | 0            | 0                     | 0                     | 1             | 0             | 1         | 0         |
| 2015                  | Ventforet Kofu        | J1 League             | 23           | 0            | 1                     | 0                     | 1             | 0             | 25        | 0         |
| 2016                  | Ventforet Kofu        | J1 League             | 33           | 0            | 0                     | 0                     | 0             | 0             | 33        | 0         |
| Tổng                  | Tổng                  | Tổng                  | 83           | 0            | 7                     | 0                     | 2             | 0             | 92        | 0         |